# ワカトビ県
ワカトビ県（ワカトビけん、インドネシア語: Kabupaten Wakatobi）は、インドネシア南東スラウェシ州の県の一つ。

## 地理
ワカトビ県はトゥカンベシ諸島の一部であり、ワンギ＝ワンギ島（Wangi-wangi）、カレドゥパ島（Kaledupa）、トミア島（Tomia）、ビノンコ島（Binongko）の4つの大きな島の島名の最初の音節からなる頭字語である。
熱帯モンスーン気候に近く雨季と乾季を持つ。標高が350m以下であり、赤道付近に位置しているので、領域が熱帯気候となっている。
北端はブトゥン地区とブトゥンの北の地区、南端はフローレス海、西端はブトゥン地区東端はバンダ海となっている。

## 生態系
ワカトビ県周辺の海域はインドネシアでも最も生物多様性が高く珊瑚礁に富んでおり、1996年には同名で139万ヘクタールの面積が国立公園に指定され、インドネシアの他の地域同様に海洋保護が最重要課題になっている。2012年にユネスコの生物圏保護区にも指定された。
区域内の生態系が多様であり、多くの種類の海草、サンゴ、魚類、海鳥、カメ、鯨類、マングローブが生息している。希少種と絶滅危惧種としてタイマイ、アオウミガメ、メガネモチノウオ、ヤシガニ、シャコガイ、サラサバテイ、ジュゴン、マイルカ、ハシナガイルカ、ハンドウイルカなどが挙げられる。また、島と周辺の海域にはカツオドリ、クロエリシロチドリ、カワセミなどの鳥類とマッコウクジラ、コビレゴンドウ、シャチ、ユメゴンドウ、マダライルカ、シワハイルカ、ハナゴンドウ、ハンドウイルカ、カズハゴンドウなどの鯨類も生息している。

## 人口
人口は2000年の国勢調査によれば住民は87793人であった。うち、男性が45173人、女性が42,620人だった。3年後の2003年の国勢調査で人口は91,497人であった。3年間に3,704人以上、年間約1.41パーセントの増加となっている。
人口はワンギワンギ周辺に集中しており、南ワンギワンギが25260人、ワンギワンギが24087人、カレデュパが10272人、東トミアが8688人、ビノンコが8621人であった。県の平均人口密度は平方キロメートルあたり116.30人であるが、カレデュパでは225.76人、トミアでは150.76人、東トミアでは127.95人であった。
2003年の調査では31610人(34.55%)が15歳以下であった。
ワカトビには8部族が居住している。2000年の調査では、最大の部族はワカトビ族で87,793人で91.33%を占め、続いてバジャウ族は7.92%、その他が1パーセント未満だった。

### 雇用
70,343人が労働年齢人口で、このうち男性は23,981人(34.09%)、女性は36,362人(65.91%)だった。求職者は40,395人で37,678人(93.27%)が職についていた。これは労働年齢人口の53.56%にあたる。顕在失業率は6.73%であり、労働年齢の29,408人(41.81%)は労働者となっていなかった。若年層では学生が15,740人(53.52%)であり、13,668人(46.48%)は家庭の手伝いなどを行っていた。
労働者のうち43,609人(61.99%)は農業、続いて15,635人(17.02%)が商業、その他サービス業、生産業、輸送業などに従事していた。

## 行政
ワカトビ県の知事はフグア、副知事はアラウィである。

### 地域総生産
2003年にワカトビ県の地域総生産（GRDP）は1797億7404万0000ルピアであった。前年の1604億7367万0000ルピアよりも微増した。

### 自治体
県はビノンコ、カレデュパ、南カレデュパ、トゴ・ビノンコ、トミア、東トミア、ワンギワンギ、南ワンギワンギの8つの郡に分かれている。
2003年の時点では、61の村があり、61の村の10の村が自給（15.63%）、16村が自営（25.00%）、38村が自助（59.38%）を達成している。

### 地域人民代表議会
2004年の地域人民代表議会
選挙党と選挙による2004年の選挙のワカトビ地区の議会の結果の座席の組成物は20議席の議会の中にゴルカル党が4議席、月星党(PBB)と開発統一党(PPP)、国民信託党(PAN)、フリーダムブル国民党(PNBK)、改革の星党(PBR)、闘争民主党 (PDIP)が2議席、メルデカ、国民覚醒党(PKB)、パンチャシラ愛国党、民主党(DP)が1議席だった。

## 経済

### 農林業
2003年の調査では栽培される食用作物5種類の中で、キャッサバ植物が生産で最も高く40,199トンであり、続いてトウモロコシ1715トン、山芋58トン、米8トン、落花生4トンであった。果実ではマンゴー922トン程度、バナナが578トン程度、オレンジが413トンであった。野菜では豆22トン、ナス21トン、ケール20トン、赤タマネギ16トンであった。栽培作物ではココナッツ225トン、カシューナッツ59トン、雑種ココナッツ8トン、カカオ6トン、コーヒー3トン、ナツメグ0.35トンであった。
2003年に森林のうち11,300ヘクタールの保護林となっていた。

### 畜産・漁業
畜産では主に牛やヤギを飼育している。牛は2003年の調査で308尾で、2002年は192尾であったため2002年比で60.42%の増加となった。ヤギは2003年の調査で9,789尾で、2002年は10,351尾であったため2002年比で5.43%減少した。
漁業では漁獲量は17,985.60トンでありほとんどが海での漁業によるもので、海草は532トンであった。

### 産業とエネルギー
2003年の時点では、大規模産業は無く、小規模生産業や工芸などが主要な産業であった。小規模業者では107事業者があり、労働者は514人であった。1,290戸が家庭内手工業を行っており、1,863人が従事している。
州電力会社の顧客は9652であり、設備容量は6,047,905VAである。電力生産は6.278.762キロワット時で、5.367.403キロワット時が販売されており、売り上げは27億9173万7755ルピアに上る。

### 商業
2003年には、取引商品の総量は233,650.13トンで、286億3987万3000ルピアです。林業は231,529.68トンで137億6135万5000ルピア、農産物は1,355.29トンで37億5647万0000ルピア、畜産品は3.95トンで592万8000ルピア、商業作物は9.59トンで19億0240万3000ルピアであった。

## 生活

### 教育
2003年の時点で幼稚園は22箇所あり、教員48人、生徒989人だった。幼稚園ごとの教員数は平均2人、園児数の平均は45人で、1教員あたりの園児数は平均21人だった。小学校は101校で教師684人、生徒14,742人だった。学校ごとの教師数は平均7人、生徒数の平均は145人で、1教師あたりの生徒数は平均22人だった。中学校は16校で教師235人、生徒4,287人だった。学校ごとの教師数は平均15人、生徒数は268人で、1教師あたりの生徒数は平均18人だった。高等学校は4校で教師93人、生徒は2,212人だった。学校ごとの教師数は平均23人、生徒数は平均553人で、1教師あたりの生徒数は平均24人だった。

### 健康
2003年の時点ではまだ公立病院は無い。しかし地域保健センターが7つあり、保健センター補助施設が12存在する。医者5人、公衆衛生士2人、診療補助者58人、診療補助助手9人が従事している

### 宗教
2003年の時点で112のモスクと22の小モスクがある。教会や寺院は存在しない。このためワカトビの住民はほぼすべてイスラム教徒となっている。

## 観光

### 国立公園ツアー
ワカトビ国立公園は、インドネシアの50の国立公園の一つである。東南スラウェシ島に位置しており、1996年に総面積139万ヘクタールが海洋生物多様性、サンゴ礁保護などを目的に国立公園に指定されている。公園内の水深は最深部で海面下1044メートルである。サンゴ礁、魚、その他の動物、自然の特異性、及びホガ島を特徴とする。

### 史跡
ワンギワンギ島にはティンドイ砦、リヤ砦、マンダティトンガ砦、トゴ・モレンゴ砦、古い灯台などが存在する。ティンドイ砦はワンギワンギ地区の市の中心部から15キロ程の位置にある。リヤ砦は南ワンギワンギのリヤトゴ村にある。4層の壁と王家の通用口として使われた12の扉がある。敷地内にはKeraton Liyaモスクが存在し、市の中心部から8キロ程の位置にある。マンダティトンガ砦は南ワンギワンギのマンダティ村にあり、砦の広さは約1ヘクタールで、西と南の壁は一番高いところで約7メートルの高さがある。トゴ・モレンゴ砦はカポタ島の山の頂上にあります。灯台は1901年にオランダの植民地時代に立てられたものでワンギワンギ地区のワハ村にある。
ケレデュパ島では古い墓地、オッロ砦、ラドンデ砦などが史跡となっている。墓地は南カレデュパのパレア村にある。オッロ砦はカレデュパ島にあり、現在も維持されている。オッロの砦には古いモスクもあり広さは45.5平方メートル程である。ラドンデ砦もカレデュパ島に存在する。
トミア島ではパテュア砦、スオスオ砦、オネマイの古いモスクなどが史跡となっており、スオスオ砦は東トミアのカヒアンガ村に、モスクはトミアのオネマイ村に存在する。
ビノンコ島ではパラヒデュ砦、ワリ砦が史跡となっており、パラヒデュ砦はビノンコ島北部の崖の上に、ワリ砦はトゴビノンコ村に存在する。

### 文化
カレデュパ島ではラリアンギダンス、ヘバリアダンス、ソンボ・ブンカレダンスなどの踊りが存在する。ラリアンギダンスは最初のブトン王ワカカの統治時代の1634年に初演された。ヘバリアダンスは古代のシャーマンによって生み出されたとされ、これらのダンスはカレデュパの伝統舞踊である。ソンボ・ブンカレダンスは12人の美しい女性ダンサーが踊る南カレデュパの伝統舞踊である。また、カレデュパの文化にはカリアーやシラットも挙げられる。カリアーはカレデュパの伝統的な祭りで、割礼を通して少年が大人になることを祝する。祭りでは15人から20人の少年がみこしに乗って村を行脚する。プンチャック・シラットはカレデュパの伝統慣習となっている。
トミア島ではサファルの月に伝統祭が行われる。ボートを色々な飾り物で飾り付け、ボートの中に伝統的なリヲ料理などの料理を置き、ドラムをたたきながら浜辺を行進するボセボセと呼ばれる伝統的な祭りが存在する。この祭りではパティペロンからウスクまでを歩き、さらにオネ・モバー海峡へ向かう。この祭りは罪を海の波で洗い流して浄化することを目的としている。同島ではサジョ・モアネダンスやサリデダンスと呼ばれる伝統舞踊がある。サジョ・モアネダンスは男性によって演じられる神聖な舞踊である。サリデダンスは公益のための活動の終わりに団結と協力を示す伝統舞踊である。
ビノンコ島の伝統舞踊とにはバルンパダンスが存在する。